# Macaranga
Macaranga és un gran gènere d'arbres tropicals del Vell Món dins la família Euphorbiaceae i l'unic gènere dins la subtribu Macaranginae. Són plantes natives d'Àfrica, Australàsia, Àsia i diverses illes de l'Oceà Índic i Pacífic. Conté unes 300 espècies. Va ser descrit el 1806 d'espècimens recollits a l'Illa Maurici.
Macaranga sovint formen simbiosi amb formigues (particularment Crematogaster).

## Algunes espècies
- Macaranga acerifolia
- Macaranga aenigmatica
- Macaranga allorobinsonii
- Macaranga assas[6]
- Macaranga attenuata
- Macaranga beccariana
- Macaranga beillei
- Macaranga bicolor
- Macaranga capensis
- Macaranga carolinensis
- Macaranga caudatifolia
- Macaranga celebica
- Macaranga congestiflora
- Macaranga conglomerata
- Macaranga conifera
- Macaranga crassistipulosa
- Macaranga gigantea
- Macaranga grandifolia
- Macaranga hispida
- Macaranga huahineensis
- Macaranga indica
- Macaranga involucrata
- Macaranga loheri
- Macaranga mappa
- Macaranga mauritiana
- Macaranga minahassae
- Macaranga paxii
- Macaranga peltata
- Macaranga puncticulata
- Macaranga quadricornis
- Macaranga raivavaeensis
- Macaranga rorokae
- Macaranga sandsii
- Macaranga serratifolia
- Macaranga sinensis
- Macaranga taitensis
- Macaranga tanarius
- Macaranga triloba
- Macaranga venosa
- Macaranga waturandangii